# Cantó de Pau-Oest
El cantó de Pau-Oest és un cantó del departament francès dels Pirineus Atlàntics, a la regió de la Nova Aquitània. Està enquadrat al districte de Pau i té sis municipis.

## Municipis
- Gelòs
- Masèras e Leson
- Narcastèth
- Pau (una part)
- Hrontinhon
- Usòs.

## Història
| Data d'elecció                               | Nom                 | Partit | Qualitat |
| -------------------------------------------- | ------------------- | ------ | -------- |
| 1973                                         | Pierre Lasseuguette | PS     |          |
| 1979                                         | Pierre Lasseuguette | PS     |          |
| 1985                                         | Jean Gougy          | RPR    |          |
| 1992                                         | Jean Gougy          | RPR    |          |
| 1998                                         | Jean Gougy          | RPR    |          |
| 2004                                         | Natalie Francq      | PS     |          |
| Les dades anteriors a 1973 no són conegudes. |                     |        |          |
|                                              |                     |        |          |